# Jan Hora (výtvarník)
Jan Hora (* 24. ledna 1952) je český strojvedoucí, ilustrátor a spisovatel dobrodružných povídek pro mládež.
Kreslil od dětství, kdy si začal tvořit vlastní dobrodružné knihy. S partou kluků si hrávali po vzoru Rychlých šípů. Později pokračovali jako trampská osada a vydávali svůj časopis, do kterého Hora psal i kreslil.
K ilustracím knih se dostal přes Ladislava Szalaie, kterému ilustroval jeho knihu povídek Orgonova hvězda. První Horovy ilustrace vyšly v časopise Skaut-Junák v roce 1991.
Po roce 1989 navázal spolupráci s vydavatelstvím GABI, pro ktré ilustroval mnoho knih, převážně od Karla Maye a Zana Greye.

Ilustroval několik učebnic, ilustruje pro nakladatelství Fraus, Computer media a Triton. Kreslí pro časopisy XB-1, potápěčský magazín Buddy a časopis Časostroj. Od počátku spolupracuje s časopisem Nezbeda jako ilustrátor i autor článků a povídek. Žije v Chomutově.

## Dílo

### Spisovatel
- Dobrodružství v kouzelné knihovně (2011)
- Neuvěřitelná dobrodružství (2012)
- Bibličtí archeologové v kouzelném velorexu (2019)
- Kočovníci severu (převyprávění) (2019)
- Mauglí (převyprávění) (2019)
- Misie pod palmami (2020)
- Loď pro malomocné (2021)
- Bájná zvířata (2021)
- Dobrodružství Švýcarského robinsona (převyprávění) (2022)
- Královny moří (2022)
- Vládci našich hor (2022)

### Ilustrace
Ilustroval přes 70 knih, převážně dobrodružných v nakladatelství Gabi, mj. od Zane Greye a Karla Maye.